# Bois-de-Gand
Bois-de-Gand település Franciaországban, Jura megyében. Lakosainak száma 60 fő (2022. január 1.). Bois-de-Gand Francheville, Chaumergy, La Chaux-en-Bresse, Recanoz, Vers-sous-Sellières és Vincent-Froideville községekkel határos.

## Népesség
A település népességének változása:
| Lakosok száma | 69   | 63   | 51   | 64   | 58   | 57   | 57   | 55   | 57   | 60   |
|               | 1968 | 1982 | 1990 | 2006 | 2013 | 2015 | 2017 | 2019 | 2020 | 2022 |